# Saltivska (metrostation)
Saltivska (Oekraïens: Салтівська) is een station van de metro van Charkov. Het station werd geopend op 24 oktober 1986 en is het noordoostelijke eindpunt van de Saltivska-lijn. Het metrostation bevindt zich onder de kruising van de Voelytsja Akademika Pavlova (Academielid Pavlovstraat) en de Voelytsja Herojiv Pratsi (Helden van de Arbeidstraat), in de noordoostelijke wijk Saltivka. Het station ligt in het commerciële en culturele centrum van het stadsdeel; in de omgeving van het station zijn onder andere twee markten en een bioscoop te vinden.
Het station is ondiep gelegen en beschikt over een perronhal met vierkante zuilen. Zowel de wanden als de zuilen zijn bekleed met wit marmer, de vloer is geplaveid met tegels van grijs en rood graniet. Langs de sporen zijn afbeeldingen van medailles en andere eretekens aangebracht. De verlichting is opgehangen in achthoekige openingen in het dak. Aan beide uiteinden van het perron leiden trappen naar de lokettenzalen, die verbonden zijn met voetgangerstunnels onder de bovenliggende straten.

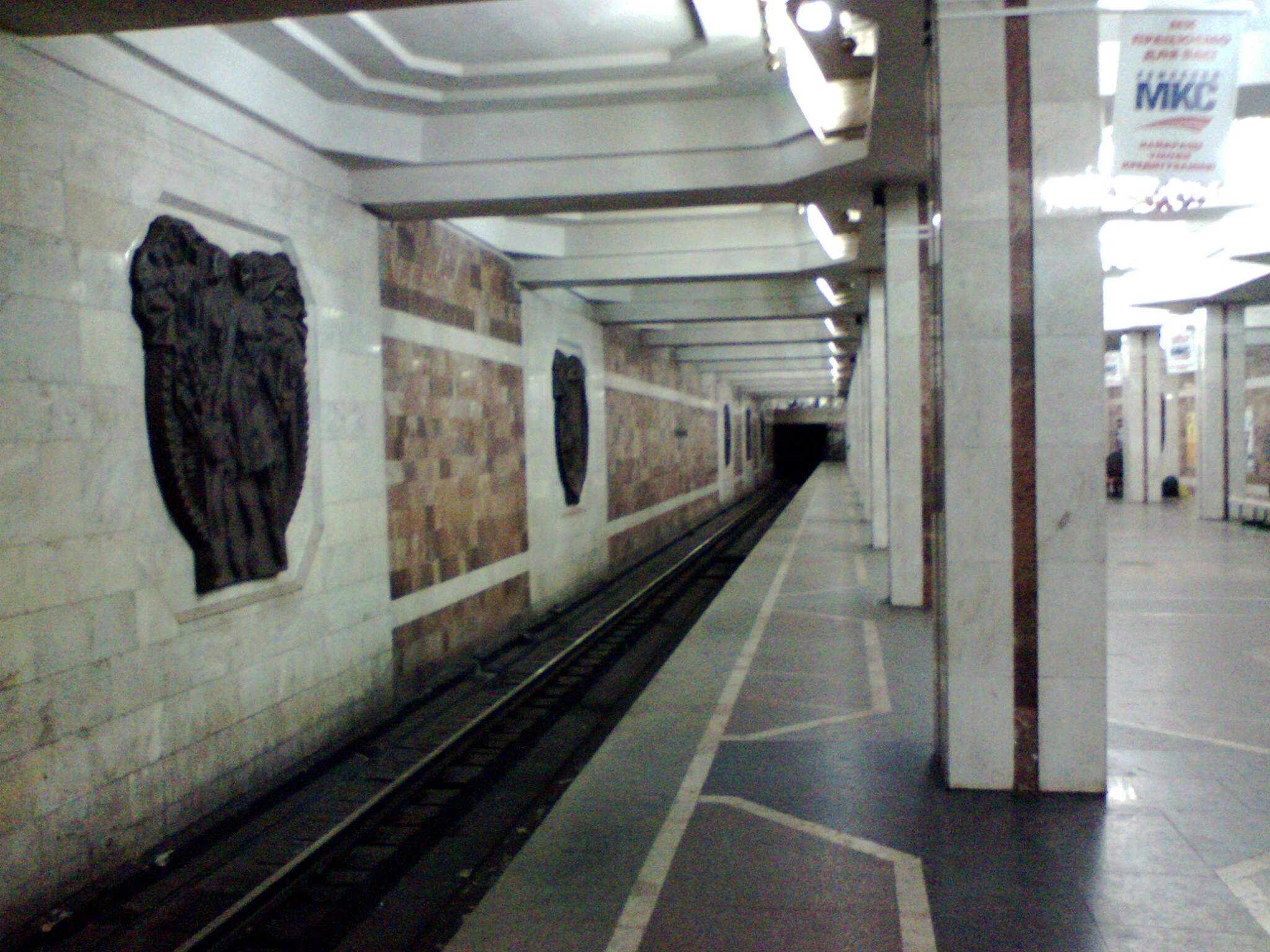
Perron